# Caleta de Sebo
Caleta de Sebo est le village principal de l'île La Graciosa appartenant à l'archipel de Chinijo (îles Canaries, Espagne). Il fait partie de la commune de Teguise.